# Hermógenes Ilagan
Hermógenes Ilagan (nacido el 19 de abril de 1873 en Bigaa, Bulacan † 27 de febrero de 1943) fue un cantante tenor, escritor, actor de teatro y dramaturgo filipino. Es descendiente de Francisco Baltazar. Su talento en la música le hizo popular dentro del campo de las artes teatrales. Debido a que su talento en la actuación teatral y en el canto, se hizo conocer como el Padre de Zarzuela Tagalog y el Padre de Zarzuela de Filipinas.

## Carrera
Ilagan era un tiple (agudos o soprano) y cantante principal de una iglesia en Bigaa, Bulacan. Se convirtió en un cantante de una Iglesia de Santa Cruz (también deletreado como Iglesia Sta. Cruz). A cambio, Ilagan pudo estudiar en el Ateneo Municipal de Manila (ahora conocido como la Universidad Ateneo de Manila). Aunque no fue capaz de terminar la escolaridad, Ilagan se convirtió en un miembro de una compañía de zarzuela (intérpretes de teatro) en España. Durante la Guerra Hispano-estadounidense en 1898, los intérpretes españoles regresaron a España, pero Ilagan mantuvo su afición por la zarzuela, por lo que más adelante fue un pionero en las producciones de drama en la etapa de formas de zarzuelas Filipinas. Sus cuarenta años de participación en el campo de la zarzuela, crearon el período conocido como la Edad de Oro del Teatro de Filipinas. En 1902, la Compañía estableció bajo su nombre como "Ilagan Lírico-Dramática Tagala" de Gatchalian y Ilagan, también conocida como "Compañía Ilagan", que fue la primera zarzuela Troupe en Filipinas. Las zarzuelas de Ilagan, tienen cualidades melodramáticas, cómicas, románticas y políticas. 

## Obras
Entre sus zarzuelas más exitosas son:
- Ang Buhay nga Naman (That's How Life Is)
- Ang Buwan ng Oktubre (The Month of October)
- Bill de Divorcio (Divorce Bill)
- Dahil kay Ina (Because of Mother)
- Dalagang Bukid (Country Maiden)
- Dalawang Hangal (Two Fools)
- Después de Dios, el Dinero (After God, the Money)
- Ilaw ng Katotohanan (Light of Truth)
- Kagalingan ng Bayan (Country's Benefit)
- Venus (Ang Operang Putol) (Venus, The Incomplete Opera)
- Wagas na Pag-ibig (True Love)
- Sangla ni Rita, isang Uno't Cero (Rita's Pawnage, a One and [a] Zero)
- Centro Pericultura (Periculture Center)
- Panarak ni Rosa (alternatively known as Punyal ni Rosa) (Rosa's Dagger)
- Lucha Electoral (Electoral Fight)